# حزب الشعب التقدمي (المالديف)
حزب الشعب التقدمي كان أول حزب سياسي في جزر المالديف.

## الحزب في سطور
- تأسس الحزب في 19 تشرين الأول / أكتوبر 1950.
- العضوية اعتبارا من 1 كانون الثاني / يناير 1953 2870 (رجال) 1871 (نساء).

رئيس الحزب:
- محمد أمين ديدي.

نائب الرئيس:
- إبراهيم محمد ديدي.

نائب الرئيس الثاني:
- السيد أحمد حلمي ديدي.

نائب رئيس فخري:
- النبيلة أمينة حسين.
- النبيلة زبيدة محمد ديدي (زوجة رئيس الحزب الكبرى).
- السيد أحمد كامل ديدي.
- الشيخ مالين موسى.
- السيد آدم نصير.

أمناء الحزب:
- النبيل حسن علي ديدي.
- السيد إبراهيم شهاب.